# Titularbistum Arathia
Arathia war ein Titularbistum der römisch-katholischen Kirche.
Es ging auf das gleichnamige antike Bistum in der römischen Provinz Cappadocia prima im Osten der heutigen Türkei zurück. Nach 1853 wurde es nicht mehr als Titularbistum vergeben.
| Titularbischöfe von Arathia |                             |                                                        |                    |                   |
| Nr.                         | Name                        | Amt                                                    | von                | bis               |
| 1                           | Andrzej Chołoniewski        | Weihbischof in Vilnius (Litauen)                       | 20. August 1804    | 1819              |
| 2                           | Józef Marcelin Dzięcielski  | Weihbischof in Kujawien-Kalisz (Polen)                 | 17. Dezember 1819  | 19. Dezember 1825 |
| 3                           | Francis Patrick Kenrick     | Koadjutorbischof von Philadelphia (Vereinigte Staaten) | 26. Februar 1830   | 22. April 1842    |
| 4                           | Simplicien Duboize SSCC     | Apostolischer Vikar der Sandwichinseln                 | 18. Juli 1844      | 30. August 1846   |
| 5                           | Louis-Désiré Maigret SSCC   | Apostolischer Vikar der Sandwichinseln                 | 11. September 1846 | 11. Juni 1882     |
| 6                           | Alexandre-Antonin Taché OMI | Koadjutorbischof von Saint-Boniface (Kanada)           | 14. Juni 1850      | 7. Juni 1853      |